# Nymphon dentiferum
Nymphon dentiferum är en havsspindelart som beskrevs av Child, C.A. 1997. Nymphon dentiferum ingår i släktet Nymphon och familjen Nymphonidae. Inga underarter finns listade i Catalogue of Life.